# Zahna
Zahna là một đô thị thuộc huyện Wittenberg, bang Saxony-Anhalt, Đức.

## Town partnerships
- Stęszew near Poznań, Poland.